# アラジン (バンド)
アラジンは、1980年代に活動した日本のバンド。

## 概要
名古屋商科大学フォークソング研究会のメンバーを中心に結成された。「完全無欠のロックンローラー」でヒットを飛ばしたが、あとはヒット曲に恵まれず、2年ほど活動したのち1983年に解散。後に「一発屋」と呼ばれることとなる。
バンド名の由来は、フォークソング研究会の部室にあった石油ストーブ「アラジンブルーフレームヒーター」から。学内では、フュージョン、バラード、ラテンなど、さまざまなジャンルに挑戦するバンドだった。卒業間際に制作した「完全無欠の～」も、当時のロックンロールブームにあやかったものであった。
2003年6月29日、フジテレビ系列で放送された『27時間テレビ』で、1日限りの復活ライブを行った。

## メンバー
グレート高原（グレートたかはら、ボーカル、1959年4月10日 - ）
リーダー。本名：高原 茂仁（しげひと）。富山県富山市出身。
現在は地元の富山県を中心に「高原兄」の芸名でタレント・歌手・作曲家として活動する一方、電気工事会社の社長を務める。
ラビット大森（ラビットおおもり、ベース）
富山県富山市出身。
スピード高橋（スピードたかはし、リードギター）
岐阜県加茂郡川辺町出身。復活ライブには参加せず。
スリル田中(スリルたなか、サイドギター）
愛知県岩倉市出身。
パワー勝野（パワーかつの、ドラム）
岐阜県揖斐郡池田町出身。
ハニー智子（ハニーともこ、ピアノ&ダンス）
愛知県岡崎市出身。
アイ寛美（アイひろみ、コーラス）
愛知県出身。
サニー尚子（サニーなおこ、コーラス）
愛知県名古屋市出身。
アラリン（オルガン）
愛知県名古屋市出身。

## ディスコグラフィ

### シングル
※　すべてレーベルは、AARD-VARK
| 発売日         | 品番    | 面 | タイトル                                     | 作詞       | 作曲     | 編曲     | 備考                                           |
| -------------- | ------- | -- | -------------------------------------------- | ---------- | -------- | -------- | ---------------------------------------------- |
| 1981年11月14日 | 7A-0135 | A  | 完全無欠のロックンローラー                   | 高原茂仁   | 高原茂仁 | アラジン |                                                |
| 1981年11月14日 | 7A-0135 | B  | 道化師                                       | 高原茂仁   | 高原茂仁 | アラジン |                                                |
| 1982年3月21日  | 7A-0165 | A  | ロックンローラー大放送                       | アラジン   | アラジン | アラジン |                                                |
| 1982年3月21日  | 7A-0165 | B  | そばにいなくても                             | そらんじゅ | 高原兄   | 森田雅彦 |                                                |
| 1982年9月21日  | 7A-0216 | A  | アラジンの「行きつけ…」ブギー                | 売野雅勇   | 高原兄   | 鷺巣詩郎 |                                                |
| 1982年9月21日  | 7A-0216 | B  | アラジンの恋の肘鉄娘（エルボー・スマッシュ） | 売野雅勇   | 高原兄   | 鷺巣詩郎 |                                                |
| 1983年1月21日  | 7A-0245 | A  | レディー エプロン                            | 高原兄     | 高原兄   | 飛澤宏元 | フジテレビ系ドラマ「エプロンおばさん」主題歌。 |
| 1983年1月21日  | 7A-0245 | B  | 街                                           | 高原兄     | 高原兄   | 飛澤宏元 | フジテレビ系ドラマ「エプロンおばさん」挿入歌。 |

### アルバム
- ALADDIN VS アラジン（1982年9月21日発売）
  1. 完全無欠のロックンローラー
作詞・作曲：高原兄／編曲：アラジン
  2. アラジンの「行きつけ…」ブギー
作詞：売野雅勇／作曲：高原兄／編曲：鷺巣詩郎
  3. バリバリ
作詞・作曲：アラジン／編曲：森田雅彦／編曲：真紅杜二夫
  4. ボーイング747（ヨーロッパ編）
作詞・作曲：高原兄／編曲：鷺巣詩郎
  5. 男はいつでも
作詞・作曲：高原兄／編曲：森田雅彦
  6. Pika-Pika
作詞：そらんじゅ／作曲：高原兄／編曲：前田憲男
  7. ロックンローラー大放送
作詞・作曲・編曲：アラジン
  8. アラジンの恋の肘鉄娘（エルボー・スマッシュ）
作詞：売野雅勇／作曲：高原兄／編曲：鷺巣詩郎
  9. 昼下りのジョージレス・ラブ
作詞：売野雅勇／作曲：高原兄／編曲：鷺巣詩郎
  10. 道化師の涙（ティアーズ・オブ・クラウン）
作詞：売野雅勇／作曲：高原兄／編曲：前田憲男